# Tanjong Seulamat
Tanjong Seulamat is een bestuurslaag in het regentschap Bireuen van de provincie Atjeh, Indonesië. Tanjong Seulamat telt 454 inwoners (volkstelling 2010).